# هجوم العريش (سبتمبر 2017)
هجوم شمال سيناء هو هجوم إرهابي وقع في 11 سبتمبر 2017. أسفر عن مقتل 18 من رجال الشرطة المصرية جراء انفجار عبوات ناسفة استهدفت قافلة أمنية بمدينة العريش بشمال سيناء وإصابة خمسة آخرين، بينهم ضابط برتبة عميد. ونتيجة لتبادل أفراد الأمن إطلاق النيران مع عدد من العناصر المسلحة بمحيط الانفجار قٌتل ثلاثة من المهاجمين.